# Rechtsberatungsgesetz

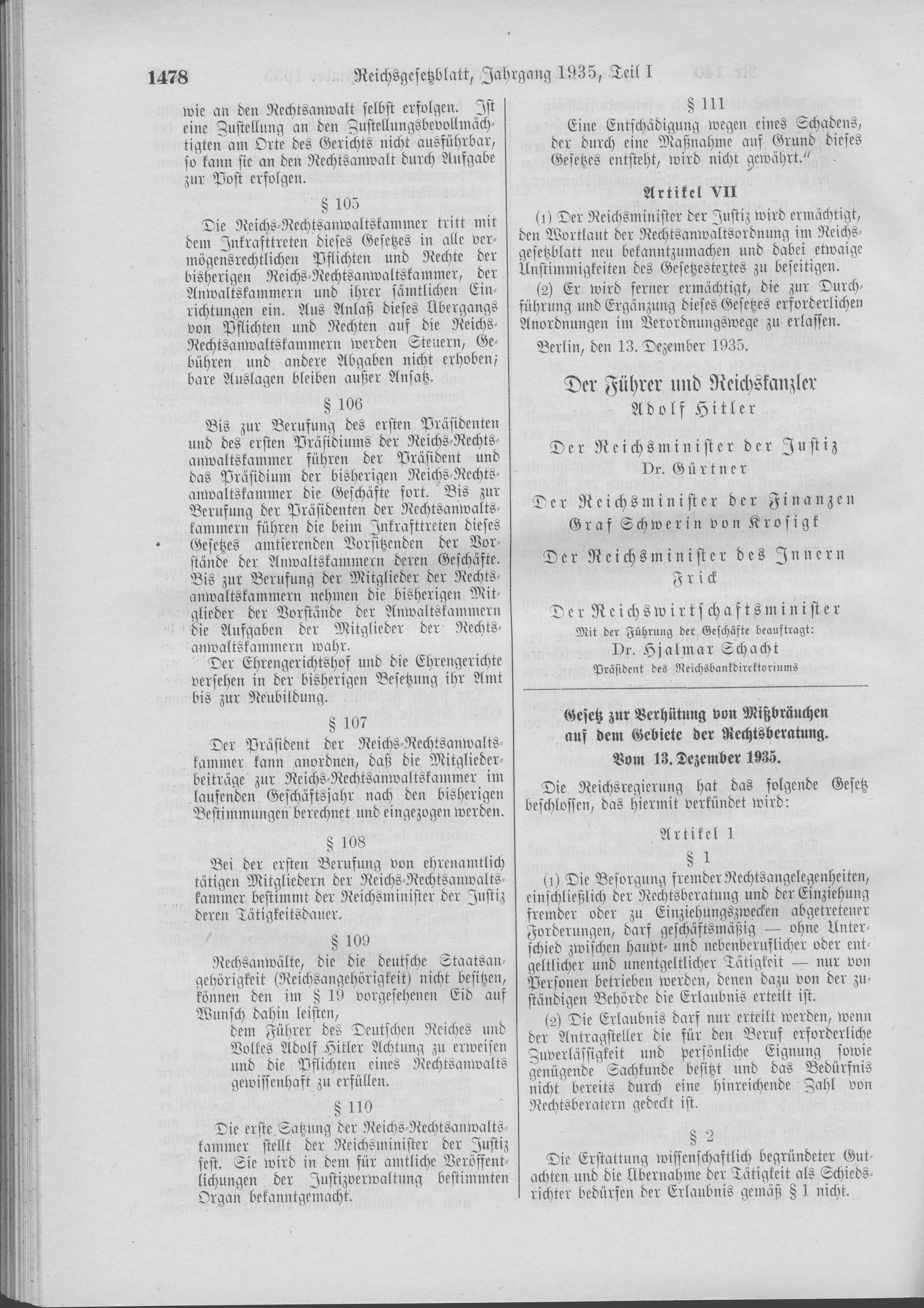
Gesetz zur Verhütung von Mißbräuchen auf dem Gebiete der Rechtsberatung vom 13. Dezember 1935

Das Rechtsberatungsgesetz (RBerG), bis 1964 Gesetz zur Verhütung von Mißbräuchen auf dem Gebiete der Rechtsberatung, regelte bis zum 30. Juni 2008 nebst fünf Ausführungsverordnungen in Deutschland die gewerbsmäßige Besorgung fremder Rechtsangelegenheiten. Danach durften neben Rechtsanwälten, Patentanwälten, Steuerberatern und Notaren nur solche Personen fremde Rechtsangelegenheiten – einschließlich des Einziehens von Forderungen (Inkasso) – geschäftsmäßig besorgen, denen eine entsprechende behördliche Erlaubnis erteilt war. Andere Personen durften beispielsweise die Bezeichnung Rechtsbeistand nicht führen oder ein Inkassounternehmen betreiben.
Am 1. Juli 2008 wurde das Rechtsberatungsgesetz durch das Rechtsdienstleistungsgesetz abgelöst.

## Geschichte
Bis 1935 gab es keine gesetzliche Regelung, die den Personenkreis beschränkte, der Rechtsberatung durchführen durfte. Nach der Gewerbeordnung von 1869 galt die Freiheit im gewerblichen Leben auch für das Gebiet der Rechtsberatung. Jeder war grundsätzlich zur gewerblichen Besorgung fremder Rechtsangelegenheiten befugt.
Dies änderte sich im Dezember 1935 mit Einführung des Gesetzes zur Verhütung von Mißbräuchen auf dem Gebiete der Rechtsberatung. Fortan war die Rechtsbesorgung an die Erteilung einer Erlaubnis gebunden. Der Antragsteller wurde auf die erforderliche Zuverlässigkeit und persönliche Eignung sowie auf genügende Sachkunde überprüft. Ziel des Gesetzes war es in erster Linie, die ab 1933 durch das Gesetz über die Zulassung zur Rechtsanwaltschaft ausgeschlossenen jüdischen Rechtsanwälte daran zu hindern, in die nichtanwaltliche Rechtsberatung auszuweichen. Daher wurde in § 5 der Ersten Verordnung zur Ausführung des Rechtsberatungsgesetzes vom 13. Dezember 1935 festgelegt, dass Juden die nach § 1 RBerG erforderliche Erlaubnis nicht erteilt wird. Infolge dieser Regelung konnten auch die noch amtierenden jüdischen Richter und Staatsanwälte, die nach der Ersten Verordnung zum Reichsbürgergesetz zum Jahresende 1935 aus dem Dienst ausscheiden mussten, nicht rechtsberatend tätig werden.
Die Vorarbeiten zu dem Rechtsberatungsgesetz stammen allerdings bereits aus den 1920er Jahren, ursprünglicher Zweck des Gesetzentwurfs war es, die Rechtssuchenden vor unqualifiziertem Rechtsrat zu schützen. Weitere (sekundäre) Schutzzwecke des Rechtsberatungsgesetzes waren die Gewährleistung der Reibungslosigkeit des Rechtsverkehrs und ein Wettbewerbsschutz für Rechtsanwälte. Insgesamt hatte das Rechtsberatungsgesetz keine ausgesprochen nationalsozialistische Tendenz und war auch kein Gesetz politischer Natur oder ein Ausnahmegesetz.
Die Ausführungsbestimmungen, die den Juden die rechtsberatenden Tätigkeiten verwehrten, wurden 1945 mit dem Kontrollratsgesetz Nr. 1 aufgehoben; darüber hinaus blieb das Gesetz jedoch in Kraft. 1962 wurde das Gesetz unter der abgeänderten Überschrift „Rechtsberatungsgesetz“ in die Sammlung des Bundesrechts aufgenommen. Das Bundesverfassungsgericht bestätigte mehrfach das Rechtsberatungsgesetz als mit dem Grundgesetz vereinbar, ebenso wenig verstoße das Rechtsberatungsgesetz gegen EU-Recht oder die Europäische Menschenrechtskonvention.
Durch das Fünfte Gesetz zur Änderung der Bundesgebührenordnung für Rechtsanwälte vom 18. August 1980 (BGBl. I S. 1503) wurde der Beruf des Voll-Rechtsbeistandes geschlossen. Nach einer kurzen Übergangszeit war die Neuzulassung von Rechtsbeiständen nur noch mit Teilerlaubnissen für bestimmte Rechtsgebiete möglich. Die bereits erteilten Erlaubnisse galten weiter, Rechtsbeistände mit Vollerlaubnis konnten ihre Aufnahme in die Rechtsanwaltskammer nach § 209 Bundesrechtsanwaltsordnung beantragen.  Aus der Schließung des Berufsstandes der Rechtsbeistände folgte außerdem, dass unentgeltlich Rechtsdienstleistenden künftig eine Erlaubnis nach dem Rechtsberatungsgesetz nicht mehr erteilt werden konnte.

## Kritik am RBerG
Das Gesetz erfuhr zunehmende Kritik. Es wurde als ein dem Schutz der wirtschaftlichen Interessen der Rechtsanwaltschaft dienendes Regulierungsinstrument und als Bevormundung des Bürgers, durch das auch altruistische Tätigkeiten unangemessen stark eingeschränkt würden, angesehen. Insbesondere die fehlende Definition einer Rechtsberatung im Sinne des Gesetzes  erschwerte die Abgrenzung erlaubter von unerlaubter Beratung durch Nicht-Anwälte. Hierzu gehörten beispielsweise Beratungen über Fördermittel, welche nach der seinerzeitigen Auslegung ausschließlich Rechtsanwälten vorbehalten bleiben sollten.
Am 29. Juli 2004 hat das Bundesverfassungsgericht entschieden, dass die Bußgeldvorschriften des RBerG im Lichte seiner Schutzzwecke auszulegen sind. Im konkreten Verfahren wurde die Verurteilung eines pensionierten Richters aufgehoben. Dieser hatte sich wegen (unentgeltlich erfolgter) Besorgung fremder Rechtsangelegenheiten selbst angezeigt und angekündigt, das auch weiterhin zu tun, ohne eine entsprechende Zulassung zu besitzen. Die Ratsuchenden seien in diesem Sonderfall aufgrund der erheblichen Berufserfahrung des ehemaligen Richters nicht gefährdet. Seine Verurteilung zu einer Geldbuße sei deshalb unverhältnismäßig und verletze ihn in seiner allgemeinen Handlungsfreiheit (Art. 2 Abs. 1 GG).
Eine Abschottung des deutschen Markts vor ausländischen Anbietern aus dem Bereich der EU, die im Ausland erlaubnisfrei Rechtsrat erteilen dürfen, wurde von Kritikern unter dem Gesichtspunkt der Freiheit, Dienstleistungen europaweit anbieten zu dürfen, als Verstoß gegen EU-Recht angesehen. In anderen Ländern wie z. B. USA, Österreich und der Schweiz gibt es keine vergleichbare Regelung. In dem Gutachten für den 58. Deutschen Juristentag in München 1992, S. C68 ff. stellt Ulrich Everling fest, dass keiner der von ihm untersuchten Mitgliedsstaaten der EU die Rechtsberatung den Anwälten vorbehalte. Nicht einmal die entgeltliche kommerzielle Rechtsbesorgung sei in anderen Staaten vergleichbaren Beschränkungen wie in der Bundesrepublik Deutschland unterworfen. In einigen Staaten gebe es überhaupt keine Zulassungsvoraussetzungen für die berufliche Rechtsberatung. Lediglich die Führung der Berufsbezeichnung „Rechtsanwalt“ sei an die üblichen Voraussetzungen gebunden. In all diesen Staaten stehe es also jedermann frei, auch ohne entsprechende berufliche Vorbildung und Examina juristisch zu beraten.